# Hydrillodes plicalis
Hydrillodes plicalis là một loài bướm đêm trong họ Noctuidae.